# Reset (musikgrupp)
Reset är ett kanadensiskt punkband skapat av Pierre Bouvier och Chuck Comeau. Bandet var grundstenen till Simple Plan.

## Medlemmar
Nuvarande medlemmar
- Philippe Jolicoeur - sång, gitarr (1993-idag)
- Adrian White - trummor, gitarr, keyboard, bakgrundssång (1998-2001, 2010-idag)
- Justin Brandreth - basgitarr (2011-idag)
- Steven Drudi - gitarr (2012-idag)

Tidigare medlemmar
- Pierre Bouvier - sång (1993-1999), basgitarr (1998-1999)
- Chuck Comeau - trummor (1993-1998)
- Jean-Sébastien Boileau - basgitarr (1993-1998)
- David Desrosiers - basgitarr (1999-2000)
- Dave Barbaccia - basgitarr, sång (2005)
- Claude Plamondon - basgitarr, sång (2005-2010)
- Martin Gendreau - trummor (2005-2010)
- Matt Kapuszczak - sång, gitarr (2010–2011)
- Julien Bédard - basgitarr (2010-2011)

## Diskografi
Studioalbum
- 1997 – No Worries
- 2000 – No Limits
- 2003 – Radioactive
- 2008 – No Intensity

Samlingsalbum
- 2006 – No Worries No Limits